# Meudt

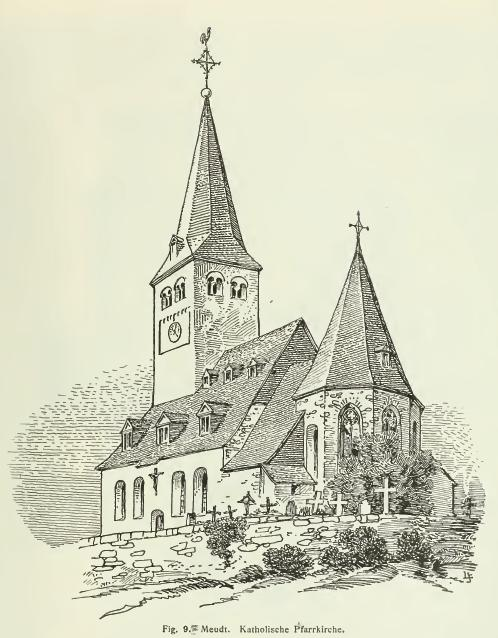
Kirche im Jahr 1908

Meudt ist eine Ortsgemeinde im Westerwaldkreis in Rheinland-Pfalz. Sie gehört der Verbandsgemeinde Wallmerod an und ist flächenmäßig deren größte Gemeinde.

## Geographie
Die Gemeinde liegt im Westerwald zwischen Montabaur und Westerburg.
Sie gliedert sich in die vier Ortsteile Dahlen, Eisen, Ehringhausen und Meudt. Zur Gemarkung von Dahlen gehören auch die Wohnplätze Bodener Mühle und Langwiesen.
Ehringhausen liegt zwischen Meudt und Hahn am See unweit der Bundesstraße 8 und zählt etwa 40 Einwohner. Hier entspringt der Eisenbach.

## Geschichte
Mit der ersten urkundlichen Erwähnung im Jahre 1097 als muda beziehungsweise muede gehört der Ort zu den ältesten Siedlungen im Westerwald. Auf Grund des alten Namens muda oder muede ist davon auszugehen, dass der Ort jedoch älter ist. Muda weist auf eine alte Zollstelle hin. Eine Beschreibung des Zehntbezirks Humbach von 931 nennt Meudt zwar nicht, legt aber nahe, dass die Siedlung bereits damals den Mittelpunkt einer Grundherrschaft war, die zum Niederlahngau gehörte. In den folgenden Jahrhunderten wechselte die Herrschaft unter anderem zu den Pfalzgrafen und an das Haus Isenburg.
Die Gerichtshoheit, die die Rechte der Grundherren spürbar einengte, ging im 13. Jahrhundert allerdings an die Grafen von Diez. Diese schlossen das Kirchspiel Meudt mit den benachbarten Kirchspielen Nentershausen, Hundsangen und Salz zu einem Verbund zusammen, der über die folgenden Jahrhunderte meist unter einer einheitlichen Gerichtsherrschaft bleiben sollte. Das Kirchspiel, das zugleich auch Verwaltungsfunktionen hatte, umfasste die Orte Eisen, Dahlen, Langwiesen, Goldhausen, Ruppach, Zehnhausen, Ehringhausen, Niederahr, Mittelahr, Oberahr, Ettinghausen, Sainerholz, Weidenhahn, Ewighausen, Dühringen, Niedersayn, Blaumhöfen, Obersayn, Arnshöfen und Kuhnhöfen sowie die heutigen Wüstungen Willingen, Kolersdorf, Altenfeld und Langenseyn. Die Gerichtsherrschaft kam 1564 von der  Diez an Kurtrier, das in den folgenden Jahrhunderten auch zunehmend seine Grundherrschaft konsolidierte. 1806 ging der Ort an das Herzogtum Nassau. In Nassau bestand 1809 bis 1831 das Amt Meudt, später Amt Wallmerod.
Die Kirche St. Peter wird 1211 erstmals genannt. 1911 wurde sie durch einen Neubau ersetzt. Die Kapelle St. Gangolf bestand spätestens 1409.
Die Synagoge von Meudt wurde während der Novemberpogrome 1938 zerstört. Alleine 1942 wurden 23 jüdische Einwohner verschleppt und ermordet.
Am 1. Januar 1969 wurde die bis dahin selbständige Gemeinde Ehringhausen nach Meudt eingemeindet. Die heutige Gemeinde wurde am 7. Juni 1969 aus den Gemeinden Meudt, Dahlen und Eisen neu gebildet.
Eisen wird 1097 als Bisena erstmals erwähnt. Von 1257 bis 1389 ist eine niederadlige Familie nachweisbar, die sich nach dem Ort benannte. Im 19. Jahrhundert wird eine Ölmühle in der Gemarkung erwähnt.
Dahlen wird erstmals 1346 erwähnt. 1913 erhielt der Ort die Filialkapelle Matris dolorosae. Eine örtliche niederadlige Familie ist von 1346 bis 1364 genannt.
Ehringhausen wird möglicherweise 1352 erstmals genannt, sicher aber 1383.
An der Grenze zwischen Eisen und dem benachbarten Kirchspiel Salz wird 1428 der Ort Willingen erwähnt, der aber schon vor 1525 wüst gefallen sein muss. Die 1525 erwähnte Siedlung Kolersdorf lässt sich heute nicht mehr fassen, muss aber in der Gemarkung Meudt gelegen haben und 1584 bereits wüst gewesen sein.

## Politik

### Bürgermeister
Joachim Gläser wurde im Juni 2024 zum Ortsbürgermeister von Meudt gewählt.
Der Vorgänger war Egid Zeis seit Sommer 2014. Bei der Direktwahl am 26. Mai 2019 wurde er mit einem Stimmenanteil von 72,86 % für weitere fünf Jahre in seinem Amt bestätigt. Es stand kein weiterer Kandidat zur Auswahl.
Der Vorgänger von Egid Zeis als Ortsbürgermeister war Karl-Heinz Müller.

### Wappen
| Wappen von Meudt | Blasonierung: „In Blau ein goldener Schlüssel mit Kreuzbart und Herzreite.“ |
| Wappen von Meudt | Wappenbegründung: Das am 22. Januar 1938 amtlich verliehene Wappen ist den Gemeindesiegel entnommen, wie sie seit Beginn der nassauischen Zeit (seit 1816) geführt worden sind und ist mit den nassauischen Farben tingiert. Mit dem Schlüssel ist der örtliche Kirchenpatron St. Petrus bezeichnet. |

## Kultur und Sehenswürdigkeiten

### Bauwerke

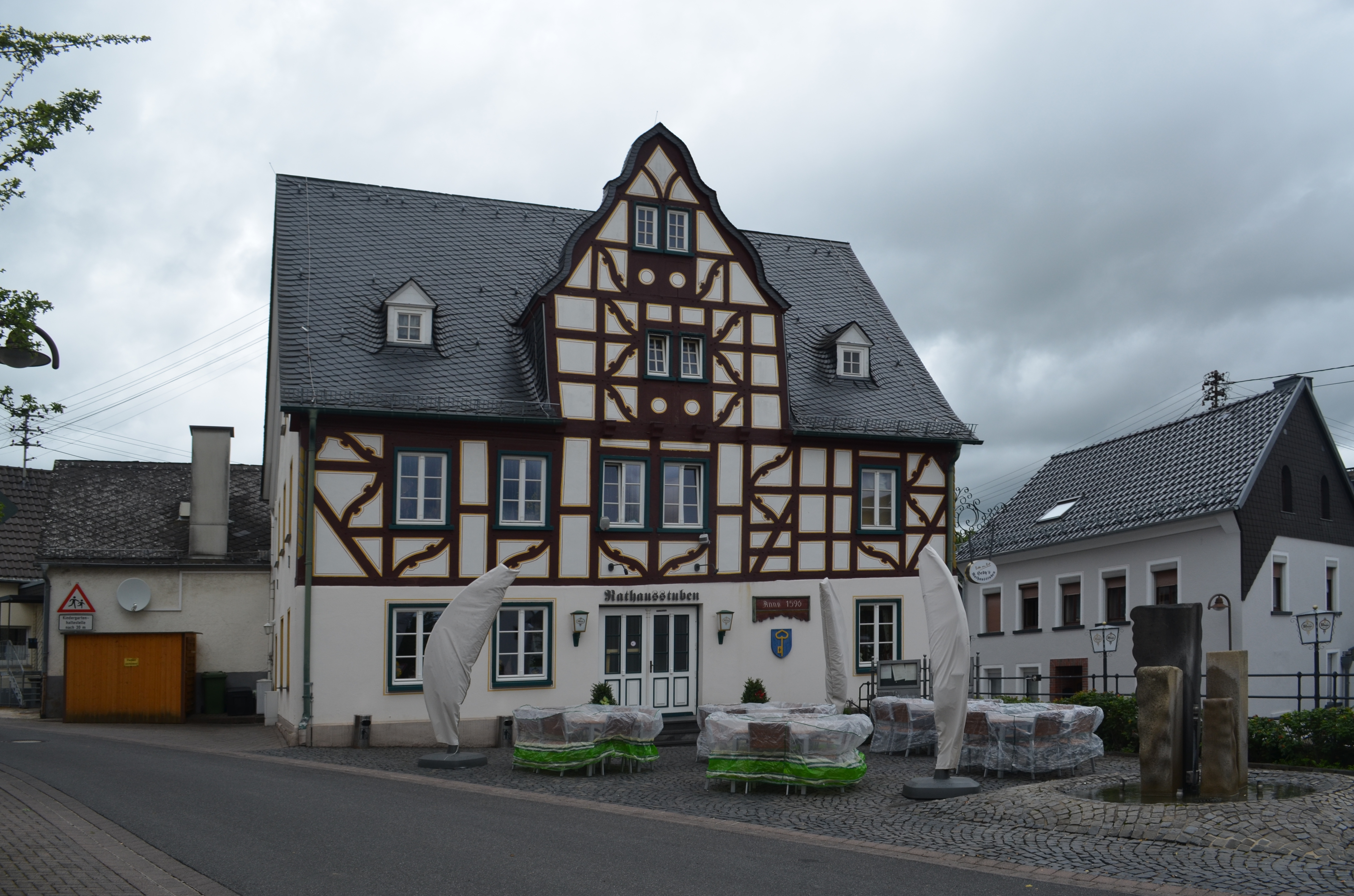
Rathaus

Das 1596 errichtete Rathaus ist das älteste erhaltene im Westerwald. Markant ist seine Dachkonstruktion mit dem geschweiften Zwerchhaus. Darin befindet sich heute ein Restaurant.
Weitere Sehenswürdigkeiten sind der Gangolfusbrunnen, der die Quelle des Eisenbachs fasst und der jüdische Friedhof.
Die seit 2006 neu eröffnete Gangolfushalle bietet moderne Veranstaltungsräumlichkeiten für über 500 Sitzplätze.

### Kirche
Die heutige katholische Pfarrkirche (St. Peter) stammt weitgehend aus dem Jahr 1910. Älter ist der romanische Kirchturm. Im Rahmen des damaligen Neubaus wurde 1908 von dem dortigen Pfarramt ein denkmalschützerisches Gutachten erstellt. Die Ortsbesichtigung ergab, dass der romanische Kirchturm zu erhalten, Schiff und Chor aus konservatorischer Sicht hingegen wertlos sei. Wegen der malerischen Silhouette des spätgotischen, mit einem spitzen Zeltdach überdeckten Chores, solle bei dem Neubau-Entwurf ein Versuch zu seiner Erhaltung gemacht werden.

## Verkehr
- Westlich des Ortes befindet sich die Bundesstraße 255, die Montabaur und Herborn verbindet, und östlich die Bundesstraße 8 von Limburg an der Lahn nach Hennef (Sieg).
- Die nächste Autobahnanschlussstelle ist Montabaur an der A 3 (Köln–Frankfurt am Main), etwa sieben Kilometer entfernt.
- Der Bahnhof Montabaur, welcher an der Schnellfahrstrecke Köln–Rhein/Main sowie der Unterwesterwaldbahn liegt, bietet Anschluss an den Fernverkehr in Richtung Köln und Frankfurt am Main sowie an die RB29 von Limburg(Lahn) über Diez Ost, Elz Süd, Montabaur und Wirges nach Siershahn.
- Meudt liegt an der Bahnstrecke Herborn–Montabaur, jedoch findet nur noch Güterverkehr zwischen Wallmerod und Montabaur sowie Draisinenfahrten zwischen Westerburg und Rennerod statt.

## Persönlichkeiten
- Ludwig Falkenstein (1910–1990), seit 1975 Ehrenbürger von Meudt[8]